# Marsfield
Marsfield är en förort i Northern Sydney-regionen i Sydney, i delstaten New South Wales, Australien. Marsfield är beläget 16 kilometer nordväst om Sydneys innerstad, i kommunen Ryde.
Förorten är känd för sin närhet till ett antal ledande vetenskapliga och högre utbildningsanstalter, bland annat CSIRO, Macquarie University, Macquarie Park företagsområde samt Macquarie Universitetssjukhus. 

## Historia
Förortens namn härstammar från Field of Mars, områdets ursprungliga namn under den första tiden av Storbritanniens kolonisering av Australien, givet till området av guvernör Arthur Phillip år 1792.

### Aboriginsk kultur
Området mellan vattendragen Parramatta och Lane Cove var ursprungligen känt under sitt aboriginska namn Wallumatta. Det aboriginska namnet lever vidare i en lokal park, Wallumatta naturreservat, beläget vid hörnet av Twin och Cressy Road, North Ryde.

### Europeisk bosättning
År 1792 började guvernör Phillip bevilja land till medlemmar av Storbritanniens marinkår, och området kallades på Phillips kartor 'Fields of Mars', namngett efter romarrikets Fields of Mars, förmodligen på grund av dess militära koppling. Området blev senare en del av förorten North Ryde, och många anser att Marsfield än idag är en del av det större North Ryde-området. Field of Mars är även namnet på församlingen i området.
År 1874, efter omfattande debatter inom ett parlamentariskt utskott, återupptog regeringen allmänningen för försäljning och bosättning av småbönder, och använde pengarna för att finansiera broar över Paramattafloden vid Gladesville och Iron Cove. Marken delades upp i små gårdar i varierande storlekar, mellan 0,4 och 1,6 hektar, och gjordes tillgängligt för försäljning i etapper från 1885.
Många av gatorna i Marsfield och angränsande förorter, framförallt Eastwood och Macquarie Park, är döpta efter kända historiska konflikter eller slag, bland annat Abuklea Road,  Agincourt Road, Alma Road, Balaclava Road, Bannockburn Road, Blenheim Road, Buffalo Road, Busaco Road, Corunna Road, Cressy Road, Crimea Road, Culloden Road, Fontenoy Road, Khartoum Road, Nile Close, Plassey Road, Talavera Road, Taranto Road, Torrington Road, Trafalgar Place, Vimiera Road samt Waterloo Road.
Tills 1950-talet var stora delar av North Ryde/ Marsfield-området designerat som en del av Sydneys "grönområde" (Green Belt), vilket förhindrade bygget av hus på tomter mindre än två hektar. Marsfield-North Ryde grönområdets gränser uppdaterades senare, och i December 1959 skapades en ny zonindelning. Den sista delen av grönområdets land släpptes i September 1969 för att bygga Macquarie köpcentrum samt Macquarie Universitet.

## Bostäder

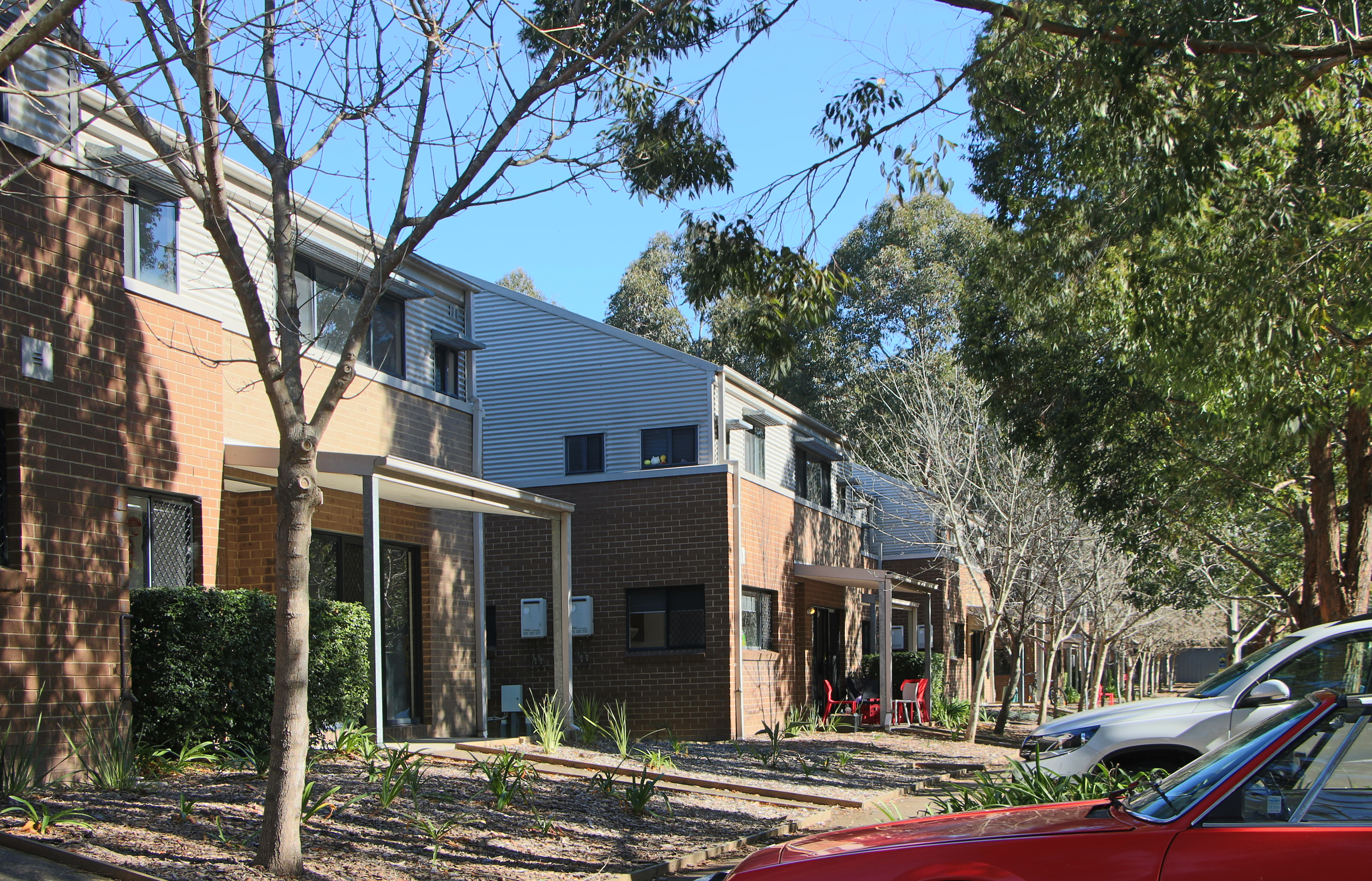
Student Village North Ryde - bostäder för universitetsstudenter

Denna gröna förort har stora, moderna bostäder på dess högre delar med utsikt över staden och stadsvillor i delarna av förorten som angränsar South Turramurra och Epping. Ett stort antal av invånarna är studenter vid Macquarie Universitet.
Enligt Australiens folkräkning 2021 var 46,6% av de privata bostäderna parhus (radhus, et cetera), 31,6% fristående hus och 21,5% lägenheter. 65,8% av bostäderna var familjehushåll, 27,9% singelhushåll och 6,3% grupphushåll. Det genomsnittliga hushållet innehöll 2,5 personer. Äganderätten i området var 37,2% hyresrätter, 29,4% bostadsrätter utan bolån och 27,4% bostadsrätter med bolån.

## Kollektivtrafik
Ett flertal busslinjer trafikerar Marsfield. Rutterna 292/293 från innerstaden åker genom Lane Cove med slutstation vid Busaco Road, och många andra rutter, bland annat 288/291, åker genom Marsfield längs med Epping Road mot Epping tågstation.
Macquarie University tunnelbanestation ligger vid Herring Road mellan universitetet och Macquarie köpcentrum.